# W49
W49 — американська термоядерна боєголовка, використовувалася в системах балістичних ракет Thor, Atlas, Jupiter і Titan I. Боєголовки W49 вироблялися, починаючи з 1958 року, і знаходилися на озброєнні до 1965 року, причому кілька боєголовок збереглись до 1975 року.
Сама зброя являла собою боєголовку Mark 28 Y1, модифіковану для ракети.

## Історія

### Початкова розробка боєголовки Mod 0
Розробка почалася в середині 1956 року з потреби в боєголовці для ракет Thor, Atlas, Jupiter і Titan I. Це призвело до роботи над розробкою боєголовок XW-35 і XW-35-X1, причому вдосконалений X1 з високою продуктивністю надійшла на озброєння приблизно через рік після XW-35. Однак розробка цих ракет була відкладена, і конструкторам стало очевидно, що запланована дата початку експлуатації XW-35-X1 тепер буде такою ж, як і для ракет (за винятком для Jupiter), що призвело до скасування XW-35 і рішення встановити боєголовки XW-28 на Jupiter як проміжну боєголовку, поки XW-35-X1 не надійде на озброєння. 
У грудні 1957 року дата надходження XW-35-X1 в запас, що призвело до рішення також оснастити Atlas, Titan і Thor тимчасовою боєголовкою, яка тепер називається XW49. Основа була боєголовкою Mark 28Y1, яку було переобладнано шляхом усунення внутрішнього живлення, оскільки воно забезпечувалося комплектом адаптації боєголовки. Вважалося, що ця боєголовка буде доступна до 1958 року. Конструкція була герметичною та під тиском, і жодна заміна компонентів не була дозволена в польових умовах; боєголовка потребувала лише періодичного випробування електрикою та тиском.
Mark 49 Y1 Mod 0 був розроблений, випущений у березні 1958 року та надійшов на склад у вересні 1958 року. Через секретні причини WX-35-X1 було скасовано в червні або липні того ж року.
Mark 49 Y1 Mod 0 становив 510 мм у діаметрі та 1,380 мм завдовжки. Боєголовка потребувала лише перевірки тиску з інтервалом у 30 днів та електричного випробування після з’єднання боєголовки з пусковим апаратом. Боєголовка була першою, яка використовувала обертовий інвертор/перетворювач для перетворення 28 вольт постійного струму, що подається на зброю, у 2200 вольт постійного струму для батареї конденсаторів блоку X. Бойова частина мала як повітряний, так і контактний вибух, а система розгінного газу була встановлена всередині герметичної частини боєголовки.
Боєголовка Mark 49 Y2 Mod 0 була розроблена в липні 1959 року.

### Mod 1, 2 і 3 боєголовки
Боєголовка Mark 49 Mod 1 відрізнялася від Mod 0 лише тим, що вона містила інерційний датчик навколишнього середовища, який запобігав активації боєголовки, доки вона не відчує середовище повторного входу. Цю модифікацію було внесено через занепокоєння щодо випадкової детонації, спричиненої електричними або процедурними несправностями та помилками, а також через ризик саботажу. Запит на цю модифікацію було схвалено в жовтні 1958 року. Модифікація вимагала, щоб датчик активувався якомога пізніше під час польоту і щоб він був розташований у боєголовці таким чином, щоб доступ до пристрою був складним і трудомістким, щоб запобігти диверсії. Дизайн боєголовок Y1 і Y2 був представлений у червні 1959 року, а з жовтня 1959 року був модернізований до боєголовок Mod 0.
Боєголовка Mark 49 Mod 2 була скасована на етапі розробки. Модифікації W49 від 0 до 2 були зброєю внутрішнього ініціювання, але в цей час було вирішено, що майбутні боєголовки будуть ініційовані зовні. Вимогу Mod 2 було замінено на Mod 4.
У листопаді 1959 року було прийнято рішення про необхідність консервації продуктів реактора. Для внутрішнього ініціювання з використанням модульованого нейтронного ініціатора потрібен високорадіоактивний елемент полоній-210 (210
Po). З його коротким періодом напіврозпаду 138,376 днів, ініціатори 210
Po потребували регулярної заміни та постійного потоку виготовленого в реакторі 210
Po. Альтернативою є зовнішнє ініціювання з використанням імпульсного генератора нейтронів, що містить суміш дейтерію та тритію. Пристрій являє собою невеликий прискорювач частинок, який сплавляє іони дейтерію та тритію разом для виробництва нейтронів, коли до пристрою подається електроенергія.
Виробництво Mark 49 Mod 3 було розпочато в березні 1960 року шляхом модернізації боєголовок Mark 49 Mod 1. Нове виробництво боєголовок Mark 49 Mod 3 почалося в червні 1960 року.

### Mod 4, 5 і 6 боєголовок
Для використання на Jupiter спочатку було бажано, щоб апарат, використовував абляцію для охолодження апарату що повертається, замість тепловідвідного апарату, який використовувався на Thor, Atlas і Titan. Але наприкінці 1958 року було вирішено, що всі ракети будуть оснащені абляційними спусковими апаратами. Це вимагало переробки боєголовки Mark 49 Mod 0, XW-49-X1. До того часу, як боєголовка почала вироблятись в квітні 1960 року, вона також включала в себе комплект випалення від боєголовки Mod 1.
Mark 49 Mod 4 випускався лише з ємністю Y2, становив 53 мм довше оригінальної боєголовки і важив 740 і 786 кг без та з абляційним матеріалом відповідно. Виробництво було завершено до жовтня 1960 року.
У квітні 1962 року було запропоновано встановити дозвільний пристрій на ракетах Юпітер для запобігання несанкціонованому підриву. Модифікація була розроблена, випущена у вересні 1962 року, виробляючи Mark 49 Mod 5 шляхом перетворення боєголовок Mod 3. Конструкція складалася зі змінного блоку інерційних перемикачів і нової двокомпонентної кришки тиску бойової частини, а також збільшеної ваги бойової частини на 5,4 кг.
Остаточна модифікація боєголовки Mark 49 була заявлена в грудні 1963 року. Модифікація полягала в перетворенні боєголовок Mark 49 Y2 Mod 3 шляхом додавання самознищення до боєголовок Mark 49 Mod 6. Ця зброя була використана в програмі 437, системі протисупутникової зброї на основі ракети «Thor».

## Потужність
Початкова W49 Y1 була отримана з бомби B28 Y1, яка мала потужність 1,1 мегатонни ТНТ (4,6 ПДж). Інші джерела повідомляють про видобуток 1,45 мегатонни ТНТ (6,1 ПДж), така ж, як бомба B28 Y5. Ця потужність могла відповідати боєголовкам Y2.